# 나진급 호위함
나진급 호위함(羅津級護衛艦; Najin-class frigate)은 조선민주주의인민공화국이 1972년 건조한 호위함이다.

## 개요
나진조선소에서 건조되어 1번함이 1972년에 진수되었다. 조선민주주의인민공화국 해군이 보유하는 함정 중에서 최초로 배수량이 1,000톤을 넘은 함선이다. 서호급 호위함이 등장할 때까지 조선인민군 해군 최대의 함선이었다. 지금도 기함 역할을 수행하고 있는 것으로 추정된다. 구 소련의 코라급 프리깃을 참고로 만든 매우 구식인 함이고, 단 2척만이 건조되었다.

## 확인된 함선
현재, 2척이 확인되어 있다. 개함명은 모두 불명이다.
- 531번함　1972년 진수, 1973년 배치. 동해함대 소속.
- 631번함　1973년 진수, 1975년 배치. 서해함대 소속.

## 같이 보기
- 서호급 호위함
- 참수리급 고속정
- 조선민주주의인민공화국 해군의 함정 목록